# A New Orleans
A New Orleans è il quarto album in studio di Adriano Celentano, pubblicato dalla Jolly nel 1963.

## Storia
Nonostante Celentano avesse ormani una propria etichetta da oltre un anno, il produttore Guertler della Jolly, per sfruttarne la fama, fece pubblicare altri singoli a 45 giri con brani che Celentano avena registrato quando ancora era sotto contratto con la Jolly e che erano ancora inediti. Così anche questo album, come il precedente, è una raccolta di singoli già pubblicati in precedenza o nello stesso periodo. Ancora una volta tutte le canzoni sono arrangiate dal maestro Giulio Libano, che dirige la sua orchestra.
Il disco sarà ristampato, completamente o in parte, dalla Jolly nelle sue serie economiche e in numerose compilation su CDcon titoli e copertine differenti. Nel 1995 venne pubblicata la versione originale su CD della Mercury Records (catalogo 526 884-2) allegata alla rivista Raro!.

## Copertina
La copertina originale raffigura il particolare della tastiera di un pianoforte.

## Brani
- Ciao amore
Nel 1962 arriva fino all'11º posto nella classifica settimanale, chiudendo al 58º posto nelle vendite annuali.[4]
- Nata per me
Secondo posto a Canzonissima 1961-62, ma è in assoluto il singolo più venduto in Italia nel periodo 1960/1961.[5]
- Gilly e Coccolona
Sono presentanti in coppia con la cantante svizzera Anita Traversi.
- Non esiste l'amor
Altro brano molto noto, secondo nella classifica dei singoli e nono per vendite annuali nel 1961.[5]
- Non essere timida
Cover del singolo Little Lonely One (1961) del gruppo statunitense The Jarmels.
- 24.000 baci
Secondo posto al Festival di Sanremo 1961, raggiunge il primo nella classifica dei singoli e il 17° nelle vendite annuali dello stesso anno.[5]

## Tracce
L'anno indicato è quello di pubblicazione del singolo. Durate dei brani riportate dalla copertina di LPJ 5025.
Lato A
1. Grazie Prego scusi – 2:40 (testo: Luciano Beretta, Miki Del Prete – musica: [[Adriano Celentano|) – 1963
2. Sabato Triste – 2:25 (testo: Don Backy – musica: Adriano Celentano, Mariano Detto) – 1963
3. La mezza luna (La mezza luna) – 2:25 (testo: Alberto Larici – musica: Heino Gaze) – 1962
4. Tangaccio – 2:45 (testo: Miki Del Prete, Mogol – musica: Adricel, Mariano Detto) – 1963
5. Le Notti lunghe – 2:25 (Celentano) – 1963
6. Hello mary lou – 2:25 (testo: Luciano Beretta – musica: Ezio Leoni) – 1963

Lato B
1. A New Orleans – 2:20 (testo: Miki Del Prete, Filibello – musica: Cosimo Di Ceglie, Deani[6],) – 1963
2. pasticcio in paradiso – 2:25 (testo: Piero Vivarelli, Luciano Beretta – musica: Adriano Celentano, Ezio Leoni) – 1962
3. Un sole caldo caldo caldo – 2:35 (testo: Gian Carlo Testoni – musica: Aldo Salvi) – 1962
4. capirai (Little Lonely One) – 2:30 (testo: Miki Del Prete – musica: Deani[6], Irvin Levine, Bob Brass) – 1963
5. Amami e Baciami – 2:00 – 1962